# 1418 w literaturze
Wydarzenia literackie w 1418 roku.

## Urodzili się
- Isotta Nogarola, włoska pisarka (zm. 1466)